# Arroyo Arroyito
El arroyo Arroyito es un pequeño curso de agua uruguayo que atraviesa el departamento de Treinta y Tres perteneciente a la cuenca hidrográfica de la laguna Merín.
Nace en la cuchilla de Dionisio y desemboca en el arroyo del Parao , en la ciudad de Vergara .
- Datos: Q5705492